# Jan Krkoška
Jan Krkoška (ur. 13 lutego 1976 w Karniowie) – czeski samorządowiec, w latach 2023–2024 hetman kraju morawsko-śląskiego. Wcześniej w latach 2016–2023 zastępca hetmana, a w latach 2014–2018 wiceburmistrz Karniowa.        

## Życiorys
Uczył się w rolniczej szkole zawodowej, uzyskał następnie tytuł Master of Business Administration. Przez dwadzieścia lat pracował w firmach handlowych, a przez osiem lat w administracji publicznej.

### Działalność polityczna
W wyborach samorządowych w 2014 roku uzyskał mandat radnego Karniowa kandydując z list ANO 2011 jako bezpartyjny. W listopadzie tego samego roku został wybrany na stanowisko wiceburmistrza Karniowa. Dołączył następnie do ANO. W 2016 roku został wybrany radnym kraju morawsko-śląskiego. 10 listopada tego samego roku wybrano go wicehetmanem regionu. W wyborach w 2018 roku uzyskał reelekcję na stanowisku radnego gminy. Po wyborach regionalnych w 2020 roku został ponownie powołany na stanowisko wicehetmana.
8 czerwca 2023 roku rada kraju morawsko-śląskiego powołała go na stanowisko hetmana. Zastąpił na tej funkcji Ivo Vondráka, który zrezygnował z piastowanego urzędu. W marcu 2024 podał się do dymisji z zajmowanego stanowiska. 